# Mi chico es Cupido
Mi chico es Cupido (en hangul, 내 남자는 큐피드; McCune-Reischauer, Nae namjanŭn k'yup'idŭ; literalmente, «Mi hombre es Cupido») es una serie de televisión web surcoreana dirigida por Nam Tae-jin y protagonizada por Jang Dong-yoon, Nana y Park Ki-woong. Es una producción original de Prime Video, en cuya plataforma se fueron estrenando sus dieciséis episodios los jueves y sábados entre el 1 de diciembre de 2023 y el 20 de enero de 2024. Aun siendo una producción surcoreana, la serie puede verse en gran parte del mundo pero no en su país de origen.

## Sinopsis
Cheon Sang-hyuk es un ser sobrenatural que lanza sus flechas a los humanos para suscitar el amor en ellos. Por algo que sucedió hace quinientos años, está condenado a permanecer desde entonces en la Tierra, y además tiene él mismo vedado el amor. Oh Baek-ryun es una veterinaria que a causa de alguna maldición proveniente de una vida anterior no puede encontrar pareja. Un día se cruzan las vidas de ambos.

## Reparto

### Principal
- Jang Dong-yoon como Cheon Sang-hyuk, un cupido que está atravesando su metamorfosis número 28 en la Tierra para restaurar las alas que perdió hace quinientos años, debido a un error que cometió. Un día se enamora tras ser alcanzado por una flecha que él mismo disparó.[3][4]
- Nana como Oh Baek-ryun, una veterinaria que está obligada a rechazar a los muchos hombres que se enamoran de su extraordinaria belleza, pues por algún motivo todos aquellos con quien quiso comenzar una relación corrieron el riesgo de morir.[5][3]
- Park Ki-woong como Seo Jae-hee, un detective de gran talento que es el jefe del primer equipo de la división criminal de la Agencia de Policía Metropolitana de Seúl. Mientras se enamora de Baek-ryun a primera vista, se enfrenta a Sang-hyuk.[6][7]

### Secundario

#### Cupidos
- Moon Ji-hoo como Dong Chil, un cupido que a menudo y a su pesar se transforma en perro.
- Uhm Se-woong como Dong Pal, un cupido.
- Park Myung-hoon como Dong Goo, un cupido.
- Kim Beop-rae como Sam-shin, supervisor de cupidos.[8][9]

#### Otros
- Gong Min-jeung como Ahn Do-ra, amiga y compañera de piso de Baek-ryun; tiene una transmisión por internet dedicada a dar consejos en amor.
- Moon Ye-jin como Yoon Si-ah.[10]
- Kwon Ah-reum como So-hee, la vida pasada de Baek-ryun hace quinietos años: una doncella de palacio que saltó voluntariamente por un acantilado para resistir a su destino.[11]
- Kim Do-ah como Yoo Jung-ah.
- Nam Mi-jung como Ham Yeon-ja.
- Han So-hyun como Mi-ja, la novia de Dong Chil.
- Kim Dae-kook como un detective compañero de Jae-hee.
- Shin Yeon-je como un policía.
- Park Myung-hoon como Choi Dong-koo.
- Seo Woo-jin como un estudiante de primaria.
- Gabee como Jang Hwa-ja, una veterinaria que pierde a sus clientes ante la competencia de Baek-ryun.

## Producción
Mi chico es Cupido es una producción original de HB Entertainment para Prime Video, servicio de contenidos audiovisuales que no ha entrado oficialmente en el mercado surcoreano, debido a que tampoco Amazon, como servicio de ventas en línea, está presente en él. Si bien hay muchos usuarios surcoreanos que lo usan para ver producciones del extranjero, los contenidos nacionales son muy escasos y eso le resta atractivo en el país. Pero sí es una opción válida para los productores, que encuentran un canal de venta alternativo. Este es el caso de Mi chico es Cupido, que se lanzó solo en Prime Video pero no en cadenas de televisión tradicional ni pataformas surcoreanas, de modo que apenas tuvo eco en el público nacional.
A mediados de diciembre de 2021 la agencia de Nana anunció que estaba considerando positivamente su participación en la serie.El 7 de enero de 2022 los actores Jang Dong-yoon y Nana fueron confirmados como los protagonistas. El guion es obra de Heo Seong-hee, quien también firmó el de One More Happy Ending (MBC, 2016); la dirección corre a cargo de Nam Tae-jin, también director de Switch para SBS en 2018.
En junio de 2022 Nana declaró que estaba rodando la serie. El 14 de noviembre de 2023 Amazon Prime Video lanzó el cartel oficial y el avance de la misma.

## Crítica
Pierce Conran, en South China Morning Post, escribe que Jang Dong-yoon y Nana «forman una pareja atractiva en una comedia romántica de fantasía ligera y suave [...] El programa es brillante, ligero y, aunque no es la producción más atractiva o compleja que se transmite en este momento, es algo que puede verse de forma cómoda y poco exigente».